# فوون تشو هاو
فوون تشو هاو (1908-1959) (بالإنجليزية: Foon Chew How)‏ هو عالم نبات صيني.

## من النباتات التي وصفها
- دريقة شائكة
- كدسورة سنانية الحواف